# おたのしみアニメ劇場
おたのしみアニメ劇場（おたのしみアニメげきじょう）は、1970年にフジテレビ系列のバラエティ番組『祭りだ!ワッショイ!』内の1コーナーで、歌謡曲の楽曲に合わせて制作されたオリジナル短編アニメーション作品を放送するもの。全26本。

## 概要
「歌謡アニメ劇場」とも呼ばれた。毎回決まったストーリーがあるわけではなく、既存のヒット歌謡曲に合わせて（あるいはそのイメージで）独自解釈のオリジナルアニメーションを制作し、現在で言うところの“プロモーション・ビデオ”風の映像作品に仕立てる、という趣向のコーナーだった。アニメーション制作は石森章太郎、藤子不二雄、つのだじろう、赤塚不二夫らが設立したアニメ制作会社として知られる、スタジオ・ゼロが担当。作品の中には赤塚作品のキャラクターである「イヤミ」、「ニャロメ」、「バカボンのパパ」らが登場しているものがある一方で、この当時の流行であるシュールでサイケデリックなイメージなどが盛り込まれた作品もみられる。スタジオ・ゼロは1970年12月に解散したが、制作された作品群のネガやフィルムは元・スタッフのアニメーター鈴木伸一が保管しており、長らくこのアニメはソフト化や再放送はされていなかったが、2006年に石ノ森章太郎萬画大全集の全巻購入特典DVDにその一部が収録されたのが初のDVD化となった。2007年7月、杉並アニメーションミュージアム（館長は鈴木が務めている）でのフジオ・プロのイベント開催など様々なタイミングが重なり、正式に探索作業が進められ、フィルム3缶（全26本中18本分 - 本編17本とオープニングに使用された映像1本）が発見されている

## スタッフ
- 製作 - スタジオ・ゼロ
- 原作・原案 - スタジオ・ゼロ
- 脚本 - 柏倉敏之
- 演出・作画 - 鈴木伸一
- 絵コンテ - 東海林さだお、藤子不二雄、赤塚不二夫、石森章太郎
- 監督 - 野田宏一郎

## 主題歌
OP・ED - 不明

## 補足
番組は、裏番組に平均視聴率21パーセントを誇るNHK大河ドラマ『樅ノ木は残った』を抱え、半年で打ち切られた（厳密には公開型バラエティー『新・祭りだ!ワッショイ!』にリニューアルし、本コーナーは終了となった）。
放送終了10年半後の1981年4月10日に同局で放送された『翔んだカップル』最終回（NG特集）のオープニングに、本コーナーのオープニングの一つ「自由の女神風のオッサン」が使用された。